# Йошка Фішер
Йо́зеф Ма́ртін (Йошка) Фі́шер (нім. Joseph Martin "Joschka" Fischer; 12 квітня 1948, Герабронн, ФРН) — німецький політик.

## Біографія
Йошку Фішера вважають одним із головних ідеологів «зелених». Партія зелених Німеччини виникла на федеральному рівні в 1979 році в результаті об'єднання декількох неформальних громадських організацій, насамперед — екологічних і лівосоціалістичних. Її виборці та співчуваючі були вихідцями з позапарламентських рухів протесту, таких як, наприклад, антиядерного руху, руху за мир, рухи громадських ініціатив, а також груп захисників навколишнього середовища.
Споконвічно ціль «зелених» полягала в тому, щоб замінити традиційну політику, що розглядалася ними як опіка громадян з боку професійних політиків, на політику, що проводиться знизу. Створення цієї партії символізувало собою вихід на арену політичного життя Німеччини нової сили, що відбивала інтереси найрізноманітніших соціальних шарів.
Після об'єднання Німеччини «зелені» знайшли собі союзників на території колишньої НДР в особі громадського руху «Союз 90». В 1990 році була створена спільна партія — Союз 90/Зелені (нім. Bundnis 90/Die Grunen).
«Союз 90/Зелені» уважає себе альтернативою традиційним партіям. Партія виступає за радикальну зміну умов праці й життя з метою запобігання подальшого руйнування природи й навколишнього середовища. У внутрішній політиці «зелені» пов'язують цю мету з вимогою збільшення ролі прямої демократії. «Зелені» також вимагають введення «жіночих квот» для всіх робочих і навчальних місць із метою дотримання принципу рівноправності чоловіків і жінок. Вони вимагають також відмови від атомної енергії, виступають за освоєння й використання відновлюваних джерел енергії. Хоча не всі цілі «зелених» є реальними, але їхня концепція в області екології не тільки привела до серйозного поліпшення екологічних норм на території Німеччини, але й змусила всі основні політичні партії Німеччини внести у свої програми відповідні положення. Очевидна заслуга у цьому одного з лідерів Партії зелених Йошки Фішера.
У червні 2009 року Йошка Фішер став консультантом з політичних питань та зв'язкам з громадськістю міжнародного консорціуму, який займається будівництвом газопроводу «Набукко».
З 2017 року — член Наглядової ради Меморіального центру Голокосту «Бабин Яр».

## Виноски
1. ↑  Газові війни: Фішер проти Шредера. Архів оригіналу за 12 травня 2012. Процитовано 18 листопада 2009.
2. ↑  Створено наглядову раду київського меморіального центру Голокосту "Бабин Яр". Лівий берег. 19 березня 2017. Архів оригіналу за 4 січня 2020. Процитовано 4 січня 2020.